# Cătălin Hîldan
Cătălin George Hîldan (n. 3 februarie 1976, Brănești, Ilfov – d. 5 octombrie 2000, Oltenița) a fost un fotbalist român care s-a afirmat la Dinamo București.
A început să joace fotbal la vârsta de 10 ani în cadrul clubului Dinamo. Sub comanda primului său antrenor Ionuț Chirilă a câștigat titlurile naționale la toate categoriile de vârstă: pitici, cadeți, juniori, mai puțin la juniorii republicani. Mijlocaș dotat cu calități a debutat în Divizia A pe 2 octombrie 1994 într-un meci cu Steaua (Steaua 2-0 Dinamo). A urmat o perioadă în care a evoluat la Târgoviște, unde a cunoscut bucuria promovării consecutive din Divizia C în B și din B în A. După această perioadă Cornel Dinu l-a adus înapoi la Dinamo (1994 - 2000), de unde nu a mai plecat niciodată. A câștigat cu Dinamo un titlu de campion (1999-2000) și o cupă a României (2000), cifrele carierei sale fiind 131 de jocuri/ 6 goluri în Divizia A, 5/1 în echipa națională, 5/0 în cupele europene, 17/0 la alte loturi naționale. A fost căpitanul echipei dinamoviste, stingându-se din viață în urma unui atac de cord la 5 octombrie 2000 în timpul unui amical pe stadionul din Oltenița. 
A jucat pe postul de mijlocaș, având numărul 11 pe tricou. De la debutul lui în Divizia A, pe 2 octombrie 1994, a jucat 138 de meciuri, marcând 6 goluri.
Este supranumit de fani „Unicul Căpitan” datorită devotamentului pe care l-a arătat față de culorile clubului Dinamo. În memoria sa, una din peluzele Stadionului Dinamo a primit denumirea de „Peluza Cătălin Hîldan”, iar tricoul cu numărul 11 a fost retras pentru totdeauna.